# ミシェル・メルシエ (政治家)

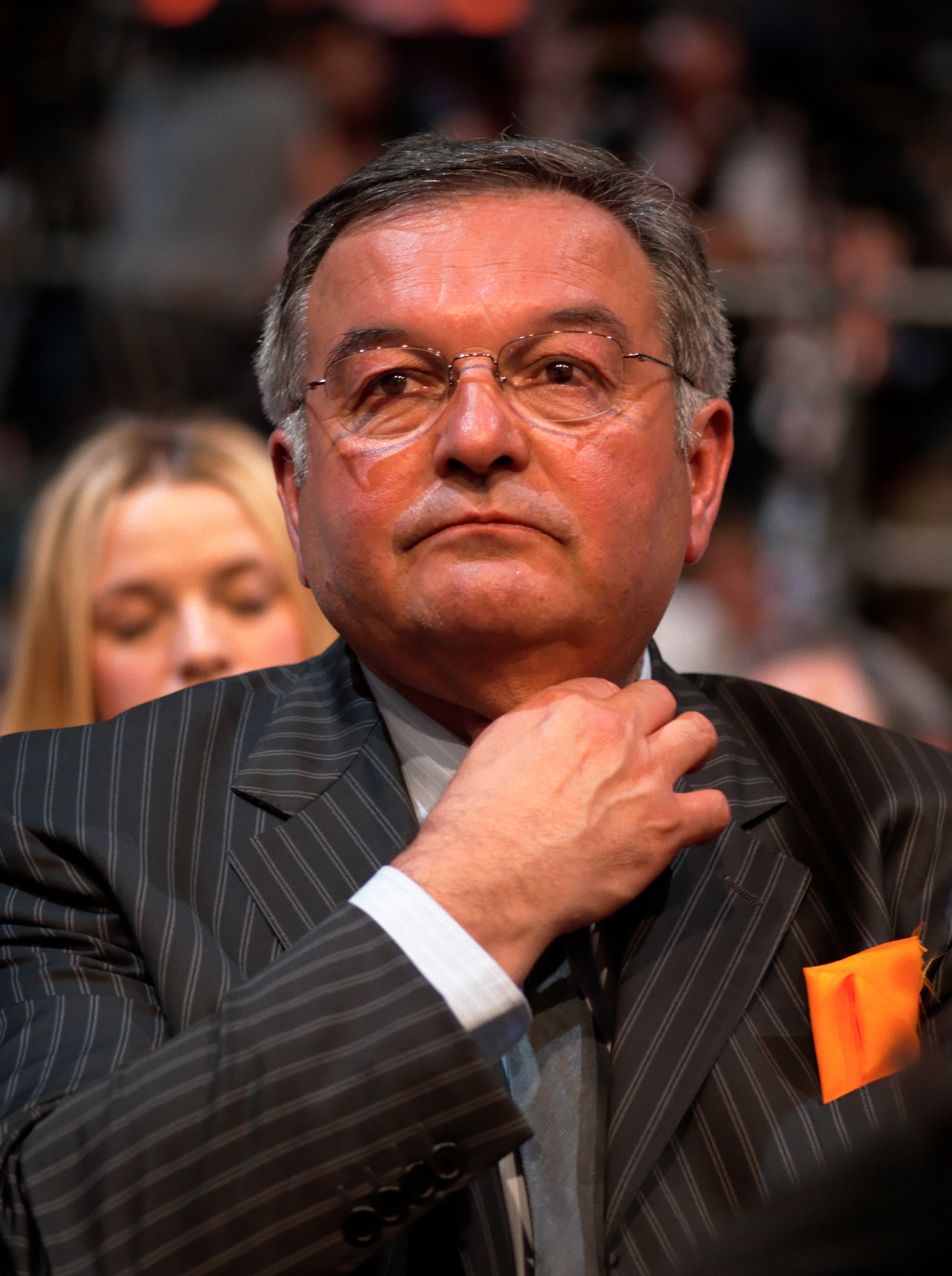
ミシェル・メルシエ、2007年

ミシェル・メルシエ （Michel Mercier、1947年3月7日 -）は、フランスの政治家、ニコラ・サルコジ政権期の法務大臣。ローヌ県ブール＝ド＝ティジー出身。2009年までローヌ県選出の元老院議員。民主運動に所属していたが現在は離党している。現在、憲法評議会メンバー。
石工の家庭に生まれた。リヨン第三大学法学部、リヨン政治学院を卒業後、リヨン第三大学法学部で助教授を務めていた。1977年から2001年まで、ティジー市長を務めた。
農水大臣、国土交通大臣を経て、2010年11月14日、第3次フランソワ・フィヨン内閣の司法・自由相に就任した。